# المجهول (فلم)
المجهول فيلم دراما مصري أُصدر في 7 مايو 1984، وهو مستوحىً عن مسرحية سوء تفاهم للفيلسوف الفرنسي ألبير كامو. أخرج الفيلم أشرف فهمي وكان من بطولة نجلاء فتحي، عزت العلايلي، سناء جميل، عادل أدهم، سمية الألفي.

## القصة
في أحد الأماكن النائية بكندا تعيش مديحة مع والدتها تديران فندقاً صغيراً بعد أن هاجرتا من مصر عقب طلاق الأم التي تخفي عن ابنتها أن لها شقيقاً في القاهرة يدعى ناجي. تطلب مديحة من الأم الكف عن مزاولة الطريقة التي تحصلان بها على أموال النزلاء بتخديرهم وإلقائهم في بحيرة قريبة من الفندق بواسطة خادم أبكم وأصم. يصل ناجي إلى كندا مع زوجته فاطمة بعد وفاة والده للبحث عن أمه وأخته والعودة بهما إلى القاهرة بعد أن ورث ثروة كبيرة عن والده. ينجح في الوصول إلى الفندق وينزل تحت اسم مستعار رغبة في معرفة أسباب انفصال أمه عن والده. يتم تخديره ويأخذه الخادم ليلقى به في البحيرة لكن الأم تكتشف عند فحص حافظة نقوده أنه ابنها فتصرخ وتجرى للحاق به، إلا أنها تصل بعد فوات الأوان فتلقى بنفسها وراءه في البحيرة.

## وصلات خارجية
- مقالات تستعمل روابط فنية بلا صلة مع ويكي بيانات